# Francesco Cosentino
Francesco Cosentino (ur. 22 lipca 1922 w Palermo, zm. 4 marca 1985 w Rzymie) – włoski urzędnik państwowy i menedżer, wieloletni sekretarz generalny Izby Deputowanych, w 1984 poseł do Parlamentu Europejskiego I kadencji.

## Życiorys
Jego ojciec Ubaldo Cosentino także był wysokim urzędnikiem parlamentarnym oraz sekretarzem generalnym Izby Deputowanych od 1944 do 1951. Ukończył studia prawnicze, opublikował około 20 prac naukowych z zakresu prawa konstytucyjnego oraz komentarz do Konstytucji Włoch. Przez pewien czas służył w marynarce. Między 1945 a 1947 pozostawał osobistym sekretarzem Vittorio Emanuele Orlando i Enrico De Nicoli, później został doradcą ds. kontaktów z parlamentem i rządem prezydentów Luigiego Einaudi oraz Giovanniego Gronchi. Objął stanowisko zastępcy sekretarza Zgromadzenia Parlamentarnego Europejskiej Wspólnoty Węgla i Stali, uczestniczył jako ekspert w pracach nad uchwaleniem Traktatu ustanawiającego Europejską Wspólnotę Gospodarczą. Od 1964 do 1976 zajmował stanowisko sekretarza generalnego Izby Deputowanych, odszedł po wybuchu skandalu związanego z funkcjonowaniem izby. Następnie zajmował kierownicze stanowiska w różnych koncernach, w tym w federacji turystyczno-hotelarskiej FAIAT oraz związku sportów motorowodnych. Przez wiele lat kierował też przedsiębiorstwem hotelarskim Ciga.
Zaangażował się w działalność polityczną w ramach Chrześcijańskiej Demokracji, został bliskim współpracownikiem Giulio Andreottiego. W 1979 kandydował do Parlamentu Europejskiego, mandat uzyskał 16 stycznia 1984 w miejsce Mario Sassano. Przystąpił do Europejskiej Partii Ludowej.

## Kontrowersje
Począwszy od lat 80. regularnie pojawiały się oskarżenia o związki Cosentino z nielegalną lożą masońską Propaganda Due (w której miał zajmować wysoką pozycję) oraz włoską mafią.

## Odznaczenia
Odznaczony m.in. Krzyżem Kawalerskim Orderu Zasługi Republiki Włoskiej (1964) oraz Orderem za Zasługi dla Kultury i Sztuki (1976).